# Akermes riograndensis
Akermes riograndensis är en insektsart som beskrevs av Hempel 1932. Akermes riograndensis ingår i släktet Akermes och familjen skålsköldlöss. Inga underarter finns listade i Catalogue of Life.